# Curtonotum hendeli
Curtonotum hendeli är en tvåvingeart som beskrevs av Malloch 1930. Curtonotum hendeli ingår i släktet Curtonotum och familjen Curtonotidae. Inga underarter finns listade i Catalogue of Life.